# Karel Stepanek
Pour les articles homonymes, voir Štěpánek.
Karel Stepanek (Karel Štěpánek) est un acteur tchécoslovaque, né à Brünn, Autriche-Hongrie le 29 octobre 1899, mort à Londres (Angleterre, Royaume-Uni) le 25 décembre 1980.

## Biographie
Karel Stepanek débute au cinéma en 1928 (son unique film muet), participant jusqu'en 1940 à trente films, majoritairement allemands — hormis un film franco-allemand de Julien Duvivier sorti en 1932, Allô Berlin ? Ici Paris !, et un film tchèque en 1937 —, le dernier sorti en 1941 (voir la filmographie ci-dessous).
En 1940, avec la Seconde Guerre mondiale, il se réfugie en Angleterre où il s'installe définitivement. Il tourne alors quarante-neuf films, de 1942 à 1971, principalement britanniques (plus quelques films américains — ex. : L'Affaire de Trinidad en 1952 — ou des coproductions). Un de ses plus connus est le film de guerre Coulez le Bismarck !, sorti en 1960 et dépeignant les opérations contre le Bismarck en 1941, où il interprète l'Amiral Günther Lütjens, mort au combat.
À la télévision, Karel Stepanek apparaît dans dix-huit séries, entre 1951 et 1967, ainsi que dans un téléfilm allemand en 1963 (après la guerre, il fera à nouveau quelques incursions en Allemagne, au cinéma et à la télévision).
Enfin, au théâtre, il joue en Angleterre, à Londres principalement, dès 1941. En outre, il fait une unique apparition à Broadway (New York) en 1957, dans la pièce L'Affaire Makropoulos de son compatriote Karel Čapek (objet de l'opéra éponyme d'un autre compatriote, Leoš Janáček).
Au Royaume-Uni et aux États-Unis (comme en Allemagne déjà), il est généralement crédité « Karel Stepanek » (et très occasionnellement, « Karl Stepanek » ou « Carl Stepanek »), sans l'accentuation de son nom d'origine (Karel Štěpánek).

## Filmographie partielle

### Au cinéma
- 1931 : Sur le pavé de Berlin de Phil Jutzi
- 1932 : Allô Berlin ? Ici Paris ! de Julien Duvivier
- 1932 : Fünf von der Jazzband d'Erich Engel
- 1932 : Spione im Savoy-Hotel de Friedrich Zelnik
- 1933 : Ein Lied für dich de Joe May
- 1933 : Walzerkrieg de Ludwig Berger (version allemande ; version française alternative La Guerre des valses, sortie la même année)
- 1935 : Die Werft zum Grauen Hecht de Frank Wisbar
- 1935 : Der Außenseiter d'Hans Deppe
- 1936 : Die Unbekannte de Frank Wisbar
- 1937 : La Chauve-Souris (Die Fledermaus) de Paul Verhoeven et Hans H. Zerlett
- 1938 : Narren im Schnee d'Hans Deppe
- 1938 : Les étoiles brillent (Es leuchten die Sterne) d'Hans H. Zerlett
- 1939 : Des Abenteuer geht weiter de Carmine Gallone
- 1939 : Le Chapeau florentin (Der Florentiner Hut) de Wolfgang Liebeneiner
- 1939 : Drei Väter um Anna de Carl Boese
- 1941 : La Belle Diplomate (Frauen sind doch bessere Diplomaten) de Georg Jacoby
- 1943 : Contre-espionnage (They met in the Dark) de Carl Lamac
- 1943 : Escape to Danger de Lance Comfort et Victor Hanbury
- 1946 : J'étais un prisonnier (The Captive Heart) de Basil Dearden
- 1948 : Première Désillusion (The Fallen Idol) de Carol Reed
- 1949 : Donnez-nous aujourd'hui (Give Us this Day) d'Edward Dmytryk
- 1949 : Le Troisième Homme (The Third Man) de Carol Reed
- 1949 : Golden Arrow de Gordon Parry
- 1949 : Guet-apens (Conspirator) de Victor Saville
- 1950 : La Route du Caire (Cairo Road) de David MacDonald
- 1950 : Secret d'État (State Secret) de Sidney Gilliat
- 1951 : Le Voyage fantastique (No Highway) d'Henry Koster
- 1951 : The Third Visitor de Maurice Elvey
- 1952 : L'Affaire de Trinidad (Affair in Trinidad) de Vincent Sherman
- 1952 : Le Guêpier (Walk East on Beacon !) d'Alfred L. Werker
- 1953 : La Cité sous la mer (City Beneath the Sea) de Budd Boetticher
- 1953 : Coup de feu au matin (Rough Shoot) de Robert Parrish
- 1953 : Ne me quitte jamais (Never Let Me Go) de Delmer Daves
- 1955 : Commando dans la Gironde (The Cockleshell Heroes) de José Ferrer
- 1955 : Hold-up en plein ciel (A Prize of Gold) de Mark Robson
- 1956 : Anastasia d'Anatole Litvak
- 1956 : The Man in the Road de Lance Comfort
- 1956 : Ce sacré z'héros (Private's Progress) de John Boulting
- 1957 : West of Suez d'Arthur Crabtree
- 1959 : Notre agent à La Havane (Our Man in Havana) de Carol Reed
- 1959 : Opération Amsterdam (Operation Amsterdam) de Michael Mccarthy
- 1960 : L'Homme des fusées secrètes (I Aim at the Stars ou Wernher von Braun) de J. Lee Thompson
- 1960 : Coulez le Bismarck ! (Sink the Bismarck !) de Lewis Gilbert
- 1964 : La Poupée diabolique (Devil Doll) de Lindsay Shonteff
- 1965 : Opération Crossbow (Operation Crossbow) de Michael Anderson
- 1965 : Les Héros de Télémark (The Heroes of Telemark) d'Anthony Mann
- 1969 : Le Gang de l'oiseau d'or (The File of the Golden Goose) de Sam Wanamaker
- 1969 : Avant que vienne l'hiver (Before Winter Comes) de J. Lee Thompson
- 1970 : Le Défi (The Games) de Michael Winner

### À la télévision (séries)
- 1956 : Colonel March ou Les Aventures du colonel March (Colonel March of Scotland Yard), épisode 7 Message interplanétaire (Death in Inner Space)
- 1956-1957 : Robin des Bois (The Adventures of Robin Hood), Saison 1, épisode 30 The Wanderer (1956) de Bernard Knowles ; Saison 2, épisode 27 The York Treasure (1957)

## Théâtre (sélection)
Pièces jouées à Londres, sauf mention contraire
- 1941 : Close Quarters de Beatrix Lehmann
- 1943 : Lune noire (The Moon is Down), adaptation du roman éponyme de John Steinbeck, avec Paul Scofield
- 1944-1945 : Lisa de Peter Glenville (à Liverpool)
- 1945 : Jacobowsky und der Oberst (Jacobowsky and the Colonel) de Franz Werfel, avec Michael Redgrave
- 1950 : Six personnages en quête d'auteur (titre original : Sei personnaggi in cerca d'autore ; titre anglais : Six Characters in Search of an Author) de Luigi Pirandello, avec Yvonne Mitchell
- 1950-1951 : The Dark Lady of the Sonnets de George Bernard Shaw (à Bristol)
- 1957 : L'Affaire Makropoulos (titre original : Věc Makropulos ; titre anglais : Makropoulos Secret) de Karel Čapek, adaptation et mise en scène de Tyrone Guthrie (à Broadway)